# Romeo und Julia (Blacher)
Romeo und Julia ist eine Kammeroper in drei Teilen „frei nach Shakespeare“ von Boris Blacher aus dem Jahr 1943. Die szenische Uraufführung fand nach zwei konzertanten Aufführungen in Berlin (1947) und New York (1949) erst am 9. August 1950 im Salzburger Landestheater statt.

## Handlung

### Erster Teil
Einleitend berichtet ein Chanson-Sänger von der Feindschaft der beiden Familien Capulet und Montague und deren Folgen für das Liebespaar. [Nr. 1] Der Fürst von Verona verhängt mit der Stimme des Chores strenge Strafen über alle Störer des Friedens. [Nr. 2] Lady Capulet versucht, ihre Tochter Julia davon zu überzeugen, den Grafen Paris zu heiraten, der noch am selben Abend zum Ball erscheinen wird. [Nr. 3] Capulet heißt die Gäste willkommen und eröffnet den Tanz. Tybalt entdeckt unter den Gästen den verkleideten Romeo, ein Mitglied der verhassten Familie Montague, und fordert ihn heraus. Capulet stellt die Ruhe wieder her, und auch Julia mahnt Tybalt, den Frieden zu wahren. Sie und Romeo finden sofort Gefallen aneinander. [Nr. 4] Der Chor informiert die beiden darüber, dass ihre Familien verfeindet sind. [Nr. 5] Der Chor trägt Mercutios Erzählung über Königin Mab, die Hebamme der Elfen, vor. [Nr. 6] Romeo besucht Julia auf ihrem Balkon, wo sich beide ihre Liebe schwören.

### Zweiter Teil
Der Chanson-Sänger erzählt mit den Worten aus Shakespeares Prolog zum zweiten Akt von der erwachten Liebe Romeos und Julias und dem Hindernis der Familienfehde. [Nr. 7] Bruder Lorenzo (der Chor) begrüßt den neuen Tag. [Nr. 8] Julia wartet sehnsüchtig auf ihre Amme und eine Nachricht von Romeo. Sie erfährt, dass Romeo in der Beichtkapelle ihres Paters auf sie wartet, der bereit ist, sie miteinander zu vermählen. [Nr. 9] Der Chor mahnt Romeo zur Flucht. Benvolio erzählt, dass Romeo von Tybalt provoziert wurde und versucht habe, seinen Gegner zu besänftigen. Tybalt erstach jedoch erst Romeos Freund Mercutio und griff dann auch Romeo an, der sich erfolgreich verteidigte und Tybalt tötete. Der Fürst (der Chor) verurteilt Romeo zum Tode. Er muss schnellstens aus der Stadt verschwinden. [Nr. 10] Romeo und Julia können vor seinem Aufbruch noch eine letzte Nacht miteinander verbringen. Der Abschied fällt ihnen schwer. [Nr. 11] Lady Capulet teilt ihrer Tochter mit, dass sie in wenigen Tagen den Grafen Paris heiraten soll. Julia weigert sich entschieden. Ihr Vater verstößt sie daraufhin aus seinem Haus. [Nr. 12] Bruder Lorenzo (der Chor) weist Julia einen Ausweg aus ihrer Lage: Sie soll mit einem Betäubungsmittel ihren Tod vortäuschen. Er selbst werde Romeo darüber informieren, der dann kommen und sie nach Mantua bringen werde, wo sie gemeinsam leben können.

### Dritter Teil
Der Chanson-Sänger mahnt mit den Worten Bruder Lorenzos zu Mäßigung in der Liebe, die im Übermaß zu einem tragischen Ende führen könne. [Nr. 13] Der Chor beklagt den vermeintlichen Tod Julias. [Nr. 14] In einem komischen Zwischenspiel beschimpft Peter die drei Musikanten, die zur Hochzeit spielen sollten und jetzt wieder aufbrechen wollen. [Nr. 15] Romeo erinnert sich an einen schönen Traum, der ihn an ein glückliches Ende glauben lässt. Balthasar (der Chor) informiert ihn jedoch über Julias Tod. Romeo beschließt, bei einem Apotheker Gift zu kaufen, um ihr in den Tod zu folgen. [Nr. 16] Romeo begibt sich in die Gruft, in der die scheintote Julia begraben liegt, und nimmt dort das Gift. [Nr. 17] Julia erwacht in Gegenwart Bruder Lorenzos (Chor), der sie über das Misslingen des Planes informiert. Sie findet ihren toten Geliebten und den Giftbecher und tötet sich ebenfalls. [Nr. 18] Der Chor betrauert das Paar mit den Worten Bruder Lorenzos und des Fürsten.

## Gestaltung

### Orchester
Die kammermusikalische Instrumentalbesetzung der Oper besteht aus einer Flöte, einem Fagott, einer Trompete, einem Klavier und einem Streichquintett.
Laut Hinweis in der Partitur können die drei Chansons von einer Frauen- oder Männerstimme aus dem Chor übernommen werden. Bei konzertanten Aufführungen gilt dies auch für die Nebenrollen Lady Capulet, Amme, Capulet, Tybalt und Benvolio. Die Nummer 14 kann ggf. entfallen. Alternativ können die Rollen von Peter und den drei Musikanten von einem Sprecher ausgeführt werden.

### Musiknummern
Die Oper enthält die folgenden Musiknummern:
Erster Teil
- Chanson 1 – „Zwei hohe Häuser, gleich an Würdigkeit“ (Moderato)
- Nr. 1: Chor – „Friedensfeinde!“ (Allegro)
- Nr. 2: Lady Capulet, Chor – „Sag’ mir, liebe Tochter“ (Moderato)
- Nr. 3: Capulet, Romeo, Tybalt, Julia – „Willkommen, meine Herrn!“ (Vivace)
- Nr. 4: Chor, Romeo, Julia – „Mama will Euch ein Wörtchen sagen, Fräulein“ (Andantino)
- Nr. 5: Chor – „Frau Mab!“ (Prestissimo)
- Nr. 6: Romeo, Julia – „Der Narben lacht, wer Wunden gefühlt“ (Allegretto)

Zweiter Teil
- Chanson 2 – „Die einst’ge Sehnsucht, sie liegt nun tot und kalt“ (Slow)
- Nr. 7: Chor – „Der Morgen lächelt froh der Nacht in’s Angesicht“ (Moderato assai)
- Nr. 8: Julia, Amme – „Neun schlug’ die Glock’“ (Allegro moderato)
- Nr. 9: Chor, Benvolio – „Fliehe, Romeo!“ (Allegro molto)
- Nr. 10: Julia, Romeo – „Willst du schon geh’n?“ (Andante con moto)
- Nr. 11: Lady Capulet, Julia, Capulet – „Nun Julia! Wie geht’s?“ (Presto)
- Nr. 12: Chor – „Halt, Tochter!“ (Maestoso)

Dritter Teil
- Chanson 3 – „So wilde Freude nimmt ein wildes Ende“ (Moderato)
- Nr. 13: Chor – „Oh Unglückstag!“ (Sostenuto)
- Nr. 14: Peter, drei Musikanten – „Mein’ Seel’! Wir können unsere Pfeifen auch nur einstecken und uns packen“ (Presto)
- Nr. 15: Romeo, Chor – „Darf ich des Schlafes Schmeichelwahrheit trau’n“ (Allegretto)
- Nr. 16: Romeo – „Ein Grab?“ (Allegro moderato)
- Nr. 17: Julia, Chor – „Oh, Trostesbringer!“ (Larghetto)
- Nr. 18: Chor – „Der tot hier liegt, war dieser Julia Gatte“ (Moderato)

### Musik
Durch die konzentrierte Handlung und die reduzierte Darstellung der Stimmen wirkt das Werk weniger als Handlungsdrama, sondern erinnert mehr an eine Parabel. Dazu tragen auch verschiedene Verfremdungen bei. Die Chansons am Anfang jedes der drei Teile beispielsweise werden wie im Kabarett halb gesprochen und lediglich vom Klavier begleitet. Die Gesangspartien sind frei deklamatorisch gehalten, mal mit großer Ausdruckskraft, mal zurückhaltend lyrisch. Eine besondere Bedeutung ist dem Chor zugewiesen, der auch die Rolle einiger Personen aus Shakespeares Drama übernimmt.
Die Musik selbst zeigt Einflüsse von Igor Strawinskys Histoire du soldat und Paul Hindemiths Kompositionen aus den zwanziger und dreißiger Jahren des 20. Jahrhunderts. Blacher selbst hatte bereits 1937 in seiner Komposition Concertante Musik für Orchester mit der Verschmelzung populärer und ernster Musik experimentiert. In seiner Kammeroper nutzte er die fortschrittlichsten Elemente des neoklassizistischen Stils dieser Zeit.
Der Regisseur Manuel Schmitt wies im Programmheft der Düsseldorfer/Duisburger Produktion darauf hin, dass man diese während des Krieges komponierte Oper als „große Antikriegsparabel“ sehen könne, da sie die „Geschichte über Liebe in Zeiten eines ewig andauernden, alles umspannenden Konfliktes“ behandelt und gleich der erste Chor an den Frieden appelliert: „Friedensfeinde, die ihr den Stahl mit Nachbarblut entweiht!“

## Werkgeschichte
Boris Blachers Kammeroper Romeo und Julia entstand in den Jahren 1943–1944, während des Zweiten Weltkriegs, auf Anregung des Wiener Musikverlags Universal Edition. Das Libretto verfasste Blacher selbst. Es handelt sich um eine freie Umarbeitung von William Shakespeares Drama Romeo und Julia. Als Grundlage diente die deutsche Übersetzung von August Wilhelm Schlegel. Aufgrund der kriegsbedingt problematischen Situation beschränkte sich Blacher auf minimale Voraussetzungen, damit das Stück auch von Wanderbühnen gespielt werden konnte. Die Musik benötigt nur neun Musiker. Auch die Handlung wurde auf das Wesentliche reduziert. Viele Rollen entfielen oder wurden dem Chor zugewiesen. Außerdem können fünf der acht Solorollen ausdrücklich auch von Chormitgliedern übernommen werden. Dem Verlag zufolge ist die Partitur durch „Ökonomie der Mittel, Transparenz und zeichnerische Klarheit“ geprägt. Blacher selbst sah dieses Werk ursprünglich nicht als Oper, sondern als „Kammeroratorium“. Auch eine Aufführung als Ballett hielt er für möglich. Trotz dieser Maßnahmen kam es erst 1947 zu einer konzertanten Aufführung mit Mitgliedern des RIAS Kammerchores in der Zinnowwald-Grundschule in Berlin-Zehlendorf, die Blacher selbst leitete. 1949 gab es eine weitere konzertante Aufführung in New York. Beiden war keine große Wirkung beschieden. Anschließend überarbeitete Blacher das Werk ausdrücklich für die Opernbühne, bezeichnete es entsprechend als „Kammeroper in drei Teilen“ und verzichtete auf die drei Chansons.
Die szenische Uraufführung dieser Neufassung fand am 9. August 1950 im Rahmen der Salzburger Festspiele im Anschluss an eine Aufführung von Benjamin Brittens The Rape of Lucretia statt. Hier war eine herausragende Besetzung sichergestellt. Josef Krips leitete die Wiener Philharmoniker und den Chor der Wiener Staatsoper. Es sangen Richard Holm (Romeo), Hilde Güden (Julia), Sieglinde Wagner (Lady Capulet), Dagmar Hermann (Amme), Hermann Uhde (Capulet), Josef Witt (Tybalt), Kurt Böhme (Benvolio) und Erich Majkut (Peter). Bühnenbild und Kostüme stammten von Caspar Neher. Außerdem tanzten Mitglieder des Ballettensembles der Wiener Staatsoper.
Noch 1950 erschienen das Libretto und der Klavierauszug bei der Universal Edition. Eine Studienpartitur folgte 1971, die Dirigierpartitur 1978. Außerdem gibt es eine separate Ausgabe der drei Chansons für Gesangsstimme und Klavier aus dem Jahr 1963. Trotz unverkennbarer Anerkennung geriet das Werk im Vergleich zu anderen Opern Blachers, darunter besonders seiner Ballettoper Preußisches Märchen, ins Hintertreffen. Zu Beginn des 21. Jahrhunderts nahm das Interesse wieder zu. Inzwischen sind mehrere CD-Einspielungen erhältlich. Aufführungen gab es beispielsweise an der Opéra National de Lyon (2015), vom Basler Opernstudio (2016) und in Frankfurt mit dem Ensemble Modern (2016). Die für November 2020 geplante öffentliche Premiere einer Produktion der Deutschen Oper am Rhein in Duisburg/Düsseldorf musste aufgrund der Maßnahmen gegen die COVID-19-Pandemie abgesagt werden. Ein Videomitschnitt wurde auf der Internetplattform Operavision bereitgestellt.

## Aufnahmen
- 9. August 1950 – Josef Krips (Dirigent), Wiener Philharmoniker, Chor der Wiener Staatsoper.
 Richard Holm (Romeo), Hilde Güden (Julia), Sieglinde Wagner (Lady Capulet), Dagmar Hermann (Amme), Hermann Uhde (Capulet), Josef Witt (Tybalt), Kurt Böhme (Benvolio), Erich Majkut (Peter).
 Mitschnitt der Uraufführung; live von den Salzburger Festspielen.
 OOA 974 (2 CDs); Cantus Classics CACD 5.02045 F.[6]
- 1960er Jahre – Paul Sacher, Werner Eisbrenner (Klavier), Chor und Kammerensemble der Berliner Hochschule der Künste.
 Werner Krenn (Romeo), Edda Moser (Julia), Sieglinde Wagner (Lady Capulet), Christina Sasse (Amme), Peter Lagger (Capulet), Peter Andreas Brauer (Tybalt), Hans Georg Ahrens (Benvolio), Gerd Duwner (erster Musikant), Helmut Ahner (zweiter Musikant), Sigi Küchle (Chansons).[3][9]
- 2007 – Jeffrey Silberschlag (Dirigent), Chesapeake Chamber Orchestra.
 David Robinson (Romeo), N’Kenge Simpson (Juliet), Leneida Crawford (Lady Capulet, Amme und Canson I), Larry Vote (Capulet und Benvolio), Irvin Peterson (Tybalt und Chanson II), Kathleen Wilson (Peter und Chanson III), Michael Tolaydo (Erzähler und Schauspieler).
 In englischer Sprache.
 Albany TROY1008.[10]
- 19. März 2021 – Christoph Stöcker (Dirigent), Manuel Schmitt (Inszenierung), Heike Scheele (Bühne und Kostüme), Thomas Tarnogorski (Licht), Kammerensemble der Duisburger Philharmoniker.
 Jussi Myllys (Romeo), Lavinia Dames (Julia), Katarzyna Kuncio (Lady Capulet), Renée Morloc (Amme), Günes Gürle (Capulet), Andrés Sulbarán (Tybalt), Beniamin Pop (Benvolio), Florian Simson (Chansonnier).
 Video; live aus Duisburg; Produktion der Deutschen Oper am Rhein.
 Videostream auf Operavision.[8]